# Baaralb
Die Baaralb ist ein rund 40 Kilometer von Blumberg im Südwesten bis Dürbheim im Nordosten reichendes Hügelland mit einer Höhe von 700 bis 850 Meter über NHN. Zusammen mit der südlich gelegenen Hegaualb und dem westlich abschließenden Randen bildet sie den westlichsten  Teil der Schwäbischen Alb. Die Baaralb fällt nach Westen und Norden ab. Im Süden wird die Landschaft durch das Tal der Aitrach – ein Talabschnitt der Urdonau – zur Hegaualb hin begrenzt, wobei der Blumberger Buchberg als Eckpfeiler noch zur Baaralb gezählt wird. Den geologischen Untergrund bilden Massenkalke des Weißjura. Die ökologische Wertigkeit der Baaralb wird dadurch deutlich, dass effektiv 51,66 Prozent der Fläche als Schutzgebiete ausgewiesen sind. Mit Überschneidungen besteht die Fläche zu 20,62 % aus FFH-Gebieten, zu 35,02 % aus Vogelschutzgebieten und zu 2,07 % aus Naturschutzgebieten.

## Naturräumliche Gliederung

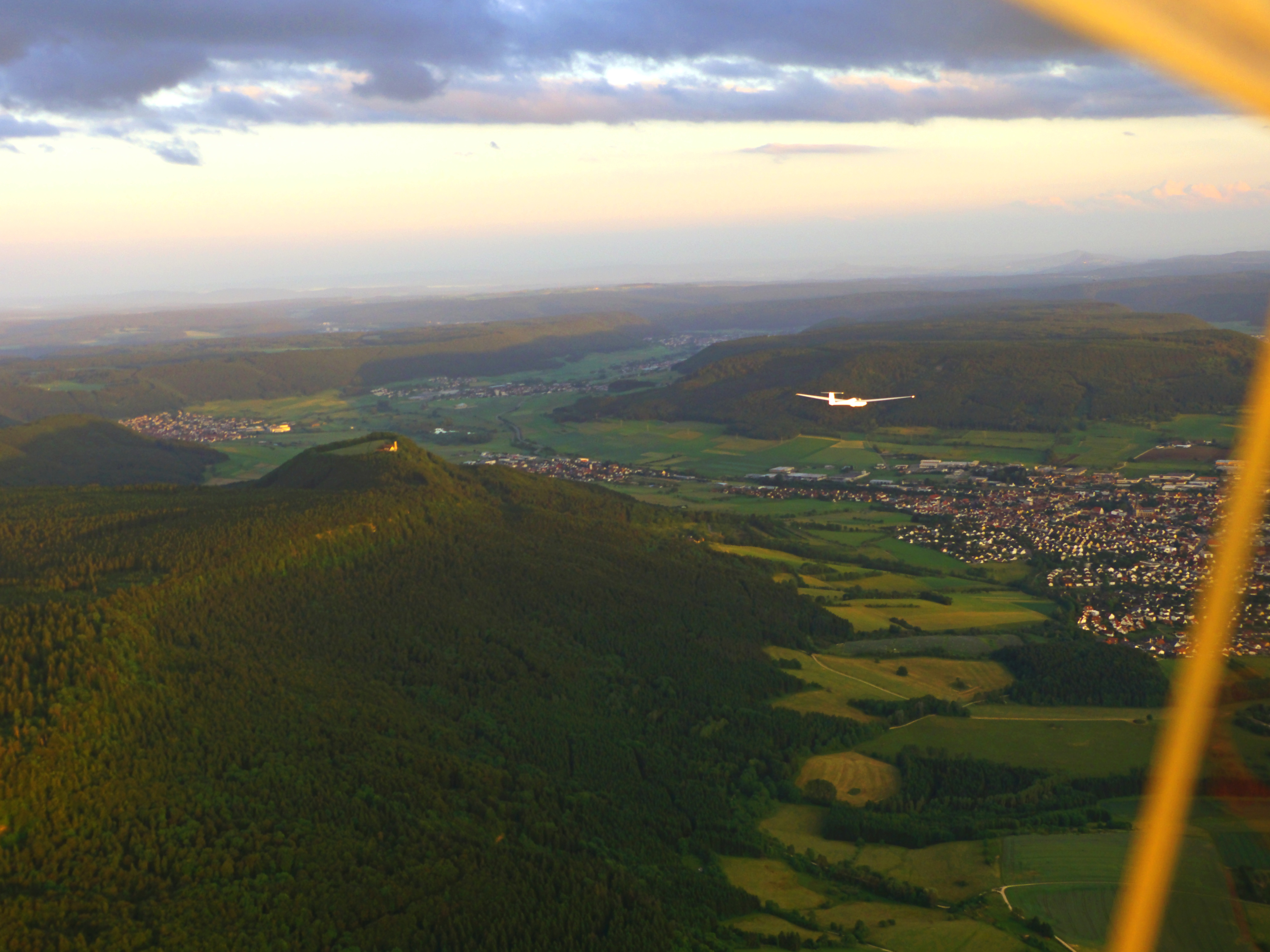
Luftaufnahme des Primtals: Bewaldete Erhebungen der Baaralb rechts (Geisingen-Spaichinger Waldberge), Albtrauf des Großen Heubergs mit Dreifaltigkeitsberg links

Bei der naturräumlichen Gliederung werden unterschiedliche Eingruppierungen verwendet. Nach Friedrich Huttenlocher 1959 und der Landesanstalt für Umwelt Baden-Württemberg
ist die Baaralb der Westteil 092.1 der naturräumlichen Haupteinheit 092 Baaralb und Oberes Donautal. Nach der Einteilung von Alfred Georg Benzing  von 1964 ist die  Baaralb diese Einheit 092 selber. Sie befindet sich in der Haupteinheitengruppe Schwäbische Alb im Südwestdeutschen Stufenland. Benzing wollte das Donautal ab Tuttlingen mit dem Ostteil der Hegaualb der neuen Haupteinheit 0912 Westliche Flächenalb mit Donaudurchbruch zurechnen, deren Albanteil er von der Hegaualb abgespalten hatte, die seiner Interpretation nach in verkleinertem Ausmaße die Haupteinheit 0912 einnehmen sollte. Das Bundesamt für Naturschutz verwendet wiederum eine andere Gebietsaufteilung und teilt die Baaralb mit der Nummer 9201 in zwei Teilgebiete, die durch das durchgehende Obere Donautal mit Nummer 12101 getrennt werden.
Gemäß Benzing und Huttenlocher gliedert sich die Baaralb wie folgt:
- 092.1 (Huttenlocher) bzw. 092 (Benzing) Baaralb
  - 092.00 Geisingen-Spaichinger Waldberge (Benzing) = 092.10 Baar-Alb nördlich der Donau (Huttenlocher)
    - enthält das Donautal zwischen Gutmadingen und Tuttlingen (ganz auf Benzings Blatt Konstanz)

  - 092.01 Länge und Aitrachtal (ganz auf Blatt Konstanz)
  - 092.02 (Benzing) = 092.11 (Huttenlocher) Prim-Faulenbachtal
  - 092.10 (Benzing) Blumberg-Fürstenberger Bergland (ganz auf Blatt Konstanz)

Angrenzende Naturräume sind im Nordosten die Hohe Schwabenalb (093) mit dem Großen Heuberg (093.2), im Norden das Westliche Albvorland (100), im Westen die Baarhochmulde (121), im Südwesten das Mittlere Wutachland (120), im westlichen Süden der Randen und im Süden und Südosten die Hegaualb. Im Osten setzt sich die Haupteinheit 092 nach Nordosten im Oberen Donautal (092.3) mit dem Donaudurchbruch bei Beuron zwischen Tuttlingen und Inzigkofen fort.